# William Joseph Simmons

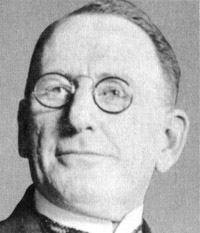
William Joseph Simmons

William Joseph Simmons, född 6 maj 1880 i Harpersville, Alabama, USA, död 18 maj 1945 i Atlanta, Georgia, var en amerikansk metodistpastor (resepredikant) och ledare (Grand Wizard, senare kallad Imperial Wizard) för den rasideologiska organisationen Ku Klux Klan 1915–1922 (1923). Enligt vissa uppgifter ska han även ha haft den militära graden överste.
Vid en sammankomst på kvällen innan Thanksgiving 1915, på toppen av berget Stone Mountain, strax utanför Simmons hemstad Atlanta, återgrundades den organisation som bildats redan 1865 av sydstatsgeneralen Nathan Bedford Forrest, men som sen hade upplösts 1869 - organisationen för vit överhöghet: Ku Klux Klan. Sammankomsten bestod av en grupp män i åldrarna 16 till 34, iklädda karakteristiska vita huvor, ledda av Simmons. 
Simmons, vars far ska ha varit medlem i klanen redan på 1860-talet, ska ha inspirerats av Thomas Dixons bok The Clansman (1905) och D.W. Griffiths film Nationens födelse (1915). Det anses att Simmons införde klanens karakteristiska korsbränning vid den här sammankomsten på Stone Mountain; innan korset antändes läste Simmons ur Romarbrevet, kapitel 2.
Simmons ersattes 1922 (1923) som ledare för Ku Klux Klan av Hiram W. Evans, en tandläkare från Dallas. Under Simmons ledning hade medlemskapet i klanen ökat till över 100 000 personer (1921), och man hade utvidgat gruppens fiender från "negrer" till att även innefatta "judar, kommunister, pedofiler, äktenskapsbrytare, knarklangare och liberaler".